# بله آقای وزیر
بله آقای وزیر یک مجموعهٔ تلویزیونی کمدی ساخته توسط بی‌بی‌سی است که برای اولین بار در بین سال‌های ۱۹۸۶ تا ۱۹۸۸ در قالب سه قسمت هفت‌تایی ساخته شده‌است. این مجموعه تلویزیونی با بله آقای نخست‌وزیر پی‌گرفته شد.

## پخش در ایران
مجموعه تلویزیونی بله آقای وزیر و بله آقای نخست وزیر در سال ۱۳۸۴ در صدا و سیمای ایران پخش شد.